# گلن فرای
گلن فرای (انگلیسی: Glenn Frey) (۶ نوامبر ۱۹۴۸ - ۱۸ ژانویه ۲۰۱۶) یک خواننده، ترانه‌سرا، تهیه‌کننده، هنرپیشه و نقاش اهل ایالات متحده آمریکا بود.
او از بنیانگذاران گروهِ ایگلز بود که تک‌آهنگِ مشهور هتل کالیفرنیا را در کارنامه داشتند. فرای گیتارنواز گروه بود و گاه پیانو و کیبورد هم می‌نواخت؛ همچنین به همراه دان هنلی از خوانندگان اصلی ایگلز بود.
او به عنوان هنرپیشه نیز فعالیت می‌کرد و از فیلم‌ها یا برنامه‌های تلویزیونی که در آن نقش داشته می‌توان به جری مگوایر اشاره کرد.

## درگذشت
گلن فرای در ۱۸ ژانویه ۲۰۱۶ در سن ۶۷ سالگی بر اثر سینه‌پهلو، آرتریت روماتوئید و کولیت زخمی درگذشت